# 三洲驿街道
三洲驿街道，是中华人民共和国湖南省常德市津市市下辖的一个乡镇级行政单位。

## 行政区划
三洲驿街道下辖以下地区：
后湖社区、桥北社区、柏枝林社区、三洲街社区、城隍庙社区和护市社区。